# Eugénie Doche
Marie-Charlotte-Eugénie de Plunkett, nota anche con lo pseudonimo di Eugénie Fleury o Eugénie Doche o Madame Doche (Bruxelles, 19 novembre 1821 – Parigi, 12 luglio 1900), è stata un'attrice teatrale belga.

## Biografia
L'esordio della sua carriera teatrale avvenne a Versailles. Nel 1838 assunse lo pseudonimo di Eugénie Fleury al teatro Vaudeville. Non ebbe inizialmente successo, finché ebbe un exploit nel 1852 con l'interpretazione di Marguerite nella Signora delle camelie. Di lì si alternò tra commedie e tragedie, riscuotendo consenso di pubblico, ma non di critica. Tra i suoi maggiori successi si annoverano Benvenuto Cellini di Alexandre Dumas (al teatro Porte Saint-Martin), nonché La jeunesse des Mousquetaires, Capitain Fracasse, Madame Lovelace e La vie a Paris.

## Accoglienza
Prima del successo in La signora delle camelie, era apprezzata per la sua bellezza e per la sua voce, senza però riscuotere significativa popolarità. Dopo il ruolo di Marguerite, conquistò il pubblico in testi leggeri e drammatici, con un'interpretazione manieristica e innaturale che aveva presa sugli spettatori, ma non sulla critica.

## Teatrografia (parziale)[1]

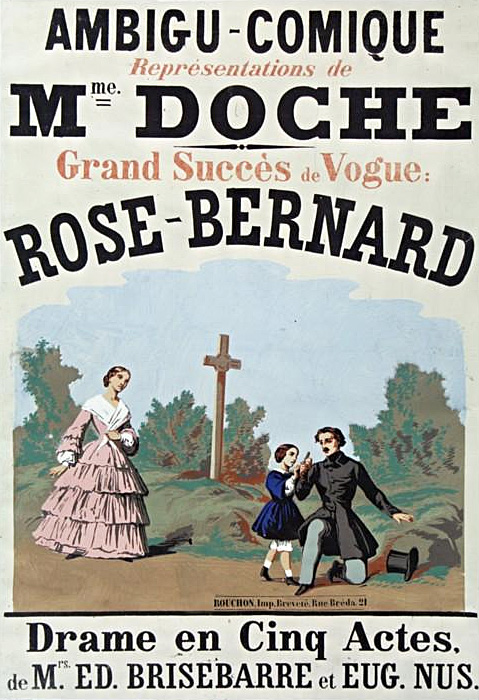
Locandina del 1857 che pubblicizza M.me Doche nel dramma in cinque atti Rose Bernard

- Le Dernier Jour de deuil di Varin (1830) – Théâtre du Vaudeville
- Madame Grégoire di Edmond Rochefort (1830) – Théâtre du Vaudeville
- La Vie de Molière di Charles Dupeuty (1832) – Théâtre du Vaudeville
- Le Comte de Saint-Germain di Charles Dupeuty (1834) – Théâtre du Vaudeville
- Mathilde di Jean-François Bayard (1835) – Théâtre du Vaudeville
- Un de ses frères di Dumanoir (1835) – Théâtre du Vaudeville
- Le Serment de collège di Alexis Decomberousse (1838) – Théâtre du Vaudeville
- À trente ans di Joseph-Bernard Rosier (1838) – Théâtre du Vaudeville
- Le Plastron di Saintine (1839) – Théâtre du Vaudeville
- Les Belles Femmes de Paris di Varin (1839) – Théâtre du Vaudeville
- Les Pages et les Poissardes di Edmond Rochefort – regia di Augustin Vizentini (1840) – Théâtre du Vaudeville
- Marguerite di Virginie Ancelot – regia di Augustin Vizentini (1840) – Théâtre du Vaudeville
- 86 moins un! di Auguste Anicet-Bourgeois (1840) – Théâtre du Vaudeville
- Le Neveu du mercier di Félicien Mallefille (1841) –Théâtre du Vaudeville
- La Belle Tourneuse di Jean-François Bayard (1841) – Théâtre du Vaudeville
- Les Mémoires du diable di Étienne Arago (1842) – Théâtre du Vaudeville
- Madame Barbe-bleue di Lockroy (1842) – Théâtre du Vaudeville
- Loïsa di Virginie Ancelot (1843) – Théâtre du Vaudeville
- Madame Roland di Virginie Ancelot (1843) – Théâtre du Vaudeville
- L'Homme blasé di Félix-Auguste Duvert (1843) – Théâtre du Vaudeville
- Un jour de liberté di Virginie Ancelot (1844) – Théâtre du Vaudeville
- La Vie en partie double di Auguste Anicet-Bourgeois (1845) – Théâtre du Gymnase
- Les Fleurs animées di Charles Labie (1846) – Théâtre du Vaudeville
- Le Lion et le Rat di Adolphe de Leuven (1848) – Théâtre du Vaudeville
- La Dame aux camélias di Alexandre Dumas figlio (1852) – Théâtre du Vaudeville
- La Vie en rose di Théodore Barrière (1854) – Théâtre du Vaudeville
- La Pénélope normande di Alphonse Karr (1860) – Théâtre du Vaudeville
- La Contagion di Émile Augier (1866) – Théâtre national de l'Odéon
- Les Brebis galeuses di Théodore Barrière (1867) – Théâtre du Vaudeville
- Où l'on va di Charlotte Dupuis – regia di Augustin Vizentini (1868) – Théâtre du Vaudeville
- Gilbert d'Anglars di Michel Masson (1870) – Théâtre de la Gaîté